# بابان (فلم)
بابان (بالإنجليزية: Baban) هو فيلم درامي كوميدي هندي لعام 2018 من إخراج بهاوراو كارهادي   جمع الفيلم حوالي 15 كرور روبية هندية (2٫5 مليون دولار أمريكي) في 50 يومًا.  

## تمثيل
- بهوسهيب شيندي
- غاياتري جادهاف
- شيتال شافان
- ديفندرا جايكواد
- مورال كولكارني
- ياشو سوريخا
- أبهاي شافان
- سيما سامارث
- سوهاس موندي
- داماديب كامبل

## روابط خارجية
- مقالات تستعمل روابط فنية بلا صلة مع ويكي بيانات